# ガブリエル・ダントン
アントワネット・ガブリエル・シャルパンティエ（Antoinette Gabrielle Charpentier,  1760年または1762年頃-1793年2月10日）はフランスの革命家・政治家ジョルジュ・ダントンの最初の妻である。

## 生涯
ガブリエルはパリで1773年に開業したカフェ・パルナス（別名カフェ・ド・レコール）のオーナー、ジェローム・フランソワ・シャルパンティエの娘として生まれた。兄と弟が一人ずつおり、兄のアントワーヌ・フランソワは画家ジャン＝ユーグ・タラヴァルの未亡人フランソワーズ・アンジェリック・エベールと、弟ヴィクトルは画家コンスタンス・マリー・ブロンドルと結婚した。
彼女はパリで弁護士をしていたダントンと、1787年6月14日にサンジェルマン・ロクセロワ教会で結婚した。ジョルジュはガブリエルを深く愛していたようである。この結婚でフランソワ（François Danton, 1788年5月-1789年4月24日）、アントワーヌ（Antoine Danton, 1790年6月18日-1858年6月14日）、フランソワ=ジョルジュ（François-Georges Danton, 1792年2月2日-1848年6月18日）の3人の子どもが生まれた。
フランソワ=ジョルジュはカミーユ・デムーランとリュシル・デュプレシの息子オラース・デムーランと同じ乳母のもとで育てられた。ガブリエルはリュシルと親しい友人であり、ヴァレンヌ事件や8月10日事件の際は行動を共にした。

### 死去

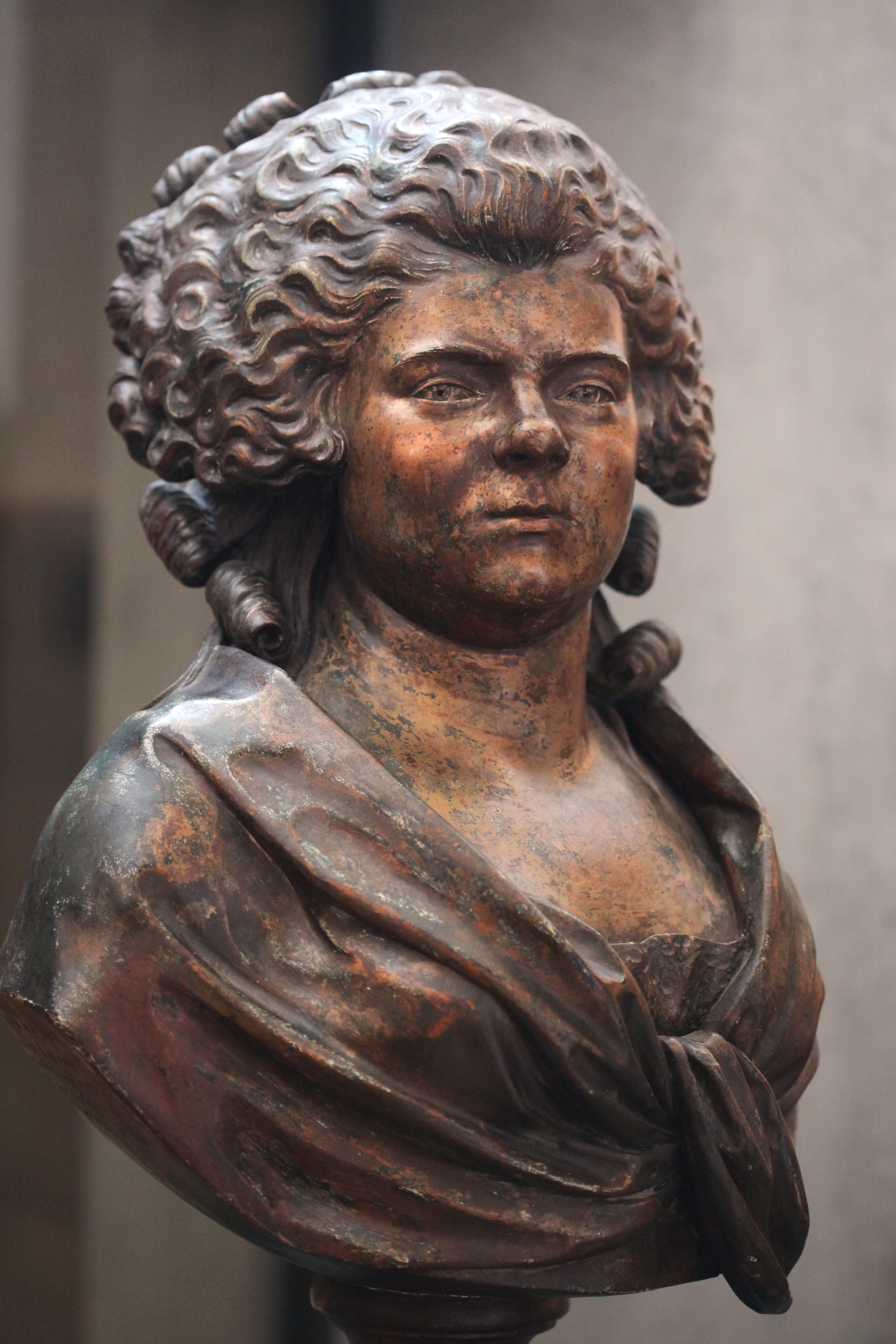

ガブリエル・ダントンは1793年2月10日、パリで出産後に死亡した。ジャコバン・クラブおよび両性愛国者友愛協会で追悼演説が行われた。ロベスピエールは夫のジョルジュに弔意を表す手紙を書いた。
ジョルジュはベルギーでの任務のため妻の死には立ち会えなかった。同年2月17日にパリに帰還すると、死後一週間が経過した妻の遺体を墓から掘り返した。その際取られた彼女のデスマスクをもとに、彫刻家のクロード・アンドレ・ドセーヌが胸像を作成した。ジョルジュの悲しみは甚大で、ガブリエルの弟ヴィクトル・シャルパンティエは「ガブリエルの死を見届けたシーツに接吻し、周囲の呼びかけにも応えず、彼女を描いたスケッチを眺めることにしか喜びを感じない」ダントンの姿を恋人のコンスタンスに知らせた。同僚の国民公会議員ジャン＝フランソワ・ラクロワもダントンに同情を示しつつ、「結局のところ君は父親であり、子どもたちと共和国に対して責任がある」ため、ベルギーに戻るよう求める手紙を書いた。
ダントンはルイーズ・セバスティエンヌ・ジェリーと1793年7月1日に再婚した。ルイーズは夫妻の友人で、子どもたちの世話をしていた。

## 登場する作品
- フランス革命 演：マリアンヌ・バスレール（英語版）
- ひかりふる路〜革命家、マクシミリアン・ロベスピエール〜 演：朝月希和

長谷川哲也の漫画『ナポレオン -獅子の時代-』では、ダントンが彼女の墓を掘り起こす場面が（かなりの誇張をもって）描かれている。